# Youth Cup w kombinacji norweskiej 2019/2020
Sezon 2019/2020 Youth Cup w kombinacji norweskiej. Rywalizacja rozpoczęła się 30 sierpnia 2019 r. w niemieckim Oberhofie, a zakończyła 16 lutego 2020 r. w norweskim Knyken. 
W grupie Youth I w sezonie 2019/2020 startowali zawodnicy urodzeni w latach 2005-2007, natomiast w grupie Youth II zawodnicy urodzeni w latach 2002-2004.
Tytułu wywalczonego rok temu w Youth I bronił Norweg Eidar Johan Strøm, natomiast wśród Youth II również Norweg Johan Fredriksen Orset.
W tym sezonie w grupie Youth I najlepsza okazał się Austriak Paul Walcher, a w grupie Youth II tytuł obronił Norweg Johan Fredriksen Orset.

## Kalendarz i wyniki Youth I
| Lp. | Data             | Miejscowość | Konkurencja           | 1. miejsce   | 2. miejsce      | 3. miejsce              |
| --- | ---------------- | ----------- | --------------------- | ------------ | --------------- | ----------------------- |
| 1.  | 30 sierpnia 2019 | Oberhof     | Gundersen HS70/3 km   | Paul Walcher | Luis Laukner    | Fabian Østvold          |
| 2.  | 31 sierpnia 2019 | Oberhof     | Gundersen HS70/5 km   | Paul Walcher | Fabian Østvold  | Jan John                |
| 3.  | 15 lutego 2020   | Knyken      | Gundersen HS75/4,5 km | Paul Walcher | Mika Wunderlich | Torje Seljeset          |
| 4.  | 16 lutego 2020   | Knyken      | Gundersen HS75/4,5 km | Paul Walcher | Mika Wunderlich | Jørgen Berget Storsveen |

## Kalendarz i wyniki Youth II
| Lp. | Data             | Miejscowość | Konkurencja           | 1. miejsce             | 2. miejsce       | 3. miejsce             |
| --- | ---------------- | ----------- | --------------------- | ---------------------- | ---------------- | ---------------------- |
| 1.  | 30 sierpnia 2019 | Oberhof     | Gundersen HS70/5 km   | Mattéo Baud            | Lukas Kohlberger | Marco Heinis           |
| 2.  | 31 sierpnia 2019 | Oberhof     | Gundersen HS70/6 km   | Waltteri Karhumaa      | Mattéo Baud      | Marco Heinis           |
| 3.  | 15 lutego 2020   | Knyken      | Gundersen HS75/4,5 km | Johan Fredriksen Orset | Andreas Ottesen  | Harald Martin Oihaugen |
| 4.  | 16 lutego 2020   | Knyken      | Gundersen HS75/4,5 km | Johan Fredriksen Orset | Andreas Ottesen  | Harald Martin Oihaugen |

## Klasyfikacje
| Lp. | Zawodnik                | Punkty |
| --- | ----------------------- | ------ |
| 1.  | Paul Walcher            | 400    |
| 2.  | Fabian Østvold          | 230    |
| 3.  | Mika Wunderlich         | 228    |
| 4.  | Luis Laukner            | 194    |
| 5.  | Jørgen Berget Storsveen | 129    |
| 6.  | Torje Seljeset          | 105    |
| 7.  | Jan John                | 96     |
| 8.  | Lukas Nellenschulte     | 90     |
| 9.  | Iver Leiråmo            | 86     |
| 10. | Alexander Leitner       | 69     |

| Lp. | Zawodnik               | Punkty |
| --- | ---------------------- | ------ |
| 1.  | Johan Fredriksen Orset | 200    |
| 2.  | Mattéo Baud            | 180    |
| 3.  | Andreas Ottesen        | 160    |
| 4.  | Waltteri Karhumaa      | 150    |
| 5.  | Marco Heinis           | 120    |
| =   | Lukas Kohlberger       | 120    |
| =   | Harald Martin Oihaugen | 120    |
| 8.  | Egor Gerchu            | 92     |
| 9.  | Eskil Høien            | 90     |
| =   | Tom Rochat             | 90     |
| ... |                        |        |
| 12. | Mateusz Jarosz         | 71     |
| 20. | Bartłomiej Klimowski   | 48     |
| 21. | Adam Skupień           | 46     |